# Libres Comme L’air
A Libres Comme L’air című dal a francia Reciprok nevű hiphopcsapat 2. kimásolt kislemeze a Il Y A Des Jours Comme Ca... című albumukról.
A dal a francia kislemezlista 36. helyéig jutott, ahol 5 hétig volt helyezett.

## Megjelenések
CD Single  Franciaország Soulcircle – SOC 663252-1
1. Libres Comme L'air (Album Version) 3:57
2. L'engrenage (Album Version) 2:59